# Lago Parz
Il lago Parz (in armeno Պարզ լիճ?: "lago chiaro") è un piccolo lago di montagna a qualche chilometro a est di Dilijan nella provincia di Tavush in Armenia, situato all'interno del Parco nazionale di Dilijan.